# Idaea deliloides
Idaea deliloides är en fjärilsart som beskrevs av Louis Beethoven Prout 1918. Idaea deliloides ingår i släktet Idaea och familjen mätare. Inga underarter finns listade i Catalogue of Life.